# Tjaša Oder
Tjaša Oder (Slovenj Gradec, 22 giugno 1994) è un'ex nuotatrice slovena, specialista nelle gare di mezzofondo dello stile libero.
Alle olimpiadi estive del 2012, ha gareggiato negli 800 metri stile libero, finendo al 25º posto assoluto nelle batterie, non riuscendo a qualificarsi per la finale.
Ha vinto la medaglia di bronzo ai campionati europei di nuoto di Londra 2016 negli 800 m stile libero.

## Palmarès
- Europei

Londra 2016: bronzo negli 800m sl.
- Giochi del Mediterraneo

Tarragona 2018: bronzo negli 800m sl.
- Mondiali giovanili

Lima 2011: oro nei 1500m sl.
- Europei giovanili

Praga 2009: oro nei 1500m sl e argento negli 800m sl.
Helsinki 2010: oro negli 800m sl e argento nei 1500m sl.